# Deidesheimer Leinhöhle

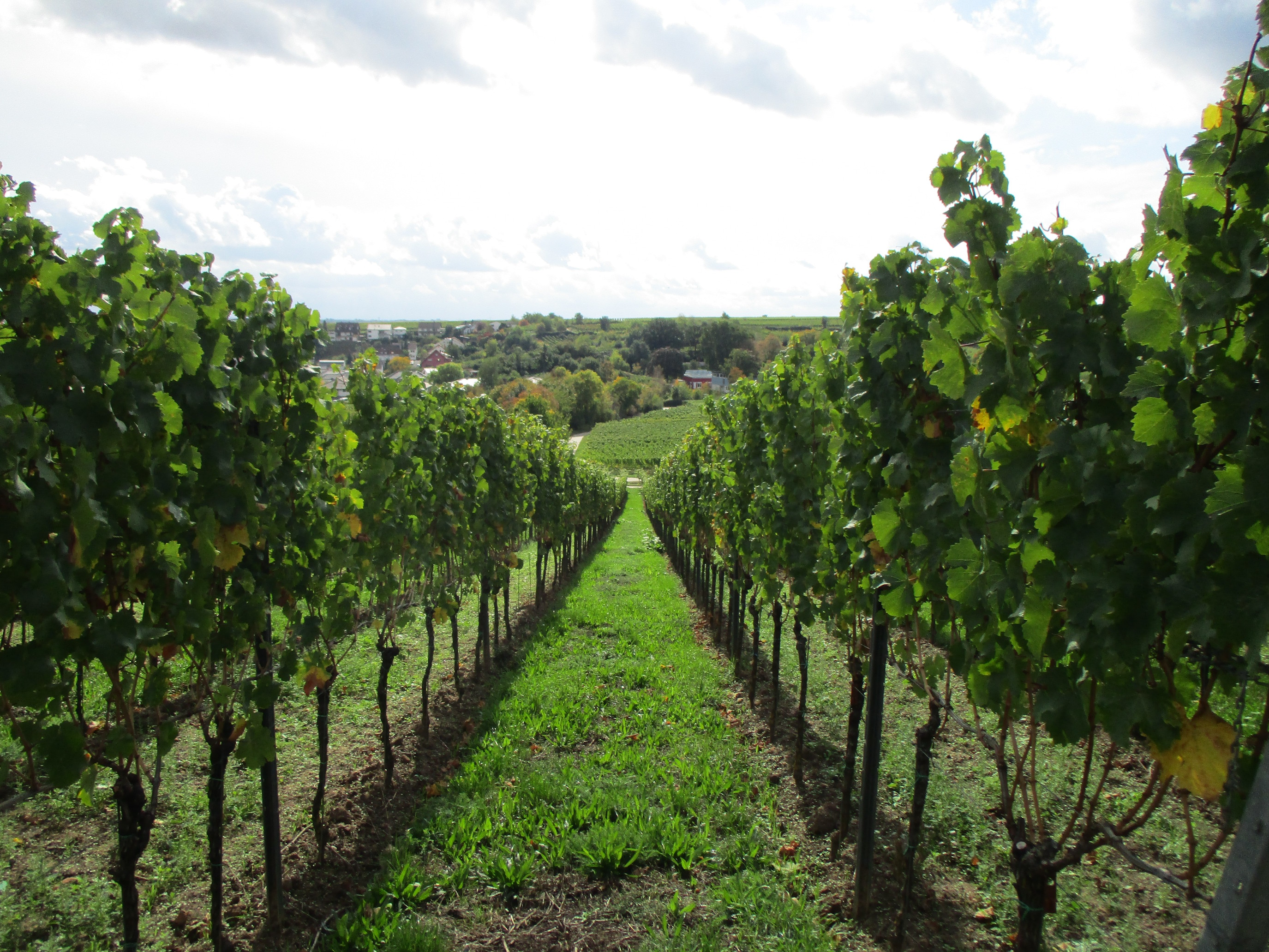
Blick von der Leinhöhle

Leinhöhle heißt eine Weinlage westlich der pfälzischen Kleinstadt Deidesheim (Rheinland-Pfalz). Ihre Rebfläche umfasst 21 ha.

## Lage, Klima, Böden
Die Leinhöhle gehört zum Anbaugebiet Pfalz und hier wiederum zum Bereich Mittelhaardt-Deutsche Weinstraße. Es handelt sich um eine Einzellage, die Teil der Großlage Forster Mariengarten ist. Die Leinhöhle liegt auf einer Höhe von etwa 120 bis 150 m ü. NHN. Sie ist zu 65 % hängig und zu 35 % flach.
Der als Mittelhaardt bezeichnete Übergang des Pfälzerwaldes zum Vorderpfälzer Tiefland bildet hier eine etwa zwei Kilometer breite Vorhügelzone. Die Böden der Leinhöhle bestehen aus Lehm, lehmigem Sand und sind vereinzelt sandsteingeröllhaltig; die Beschaffenheit der Böden wechselt häufig zwischen diesen Typen. Der Gebirgszug der Haardt schützt in seinem Lee die Leinhöhle vor Niederschlägen, zudem bewirkt die Hangneigung, dass in frostigen Frühjahrsnächten kalte Luftmassen zur Rheinebene hin abfließen können und Erfrierungen an den Reben meist ausbleiben.

## Name
Die Erstnennung des Namens war im Jahr 1310 („Linenhelde“). Der Name könnte auf Flachsanbau hinweisen; in dem Wort steckt möglicherweise das mittelhochdeutsche „Lein“ (Flachs) oder aber eine Nebenform zu „lim“ (Leim, Kleber). Der zweite Wortteil ist, wie bei vielen Flurnamen, das Grundwort Halde/Helde, das ein leicht abfallendes Gelände bezeichnet.